# Trường Trung học phổ thông chuyên Phan Bội Châu
Trường Trung học phổ thông chuyên Phan Bội Châu (hay còn được gọi là Trường Phan) là một trường trung học phổ thông chuyên, có trụ sở tại thành phố Vinh, là trường chuyên duy nhất của tỉnh Nghệ An và là 1 trong 2 trường chuyên đóng tại thành phố Vinh.

## Lịch sử
Tiền thân là các lớp chuyên Toán của tỉnh Nghệ An được thành lập từ những năm 1964 - 1965, Trường được thành lập ngày 15 tháng 10 năm 1974, là trường THPT chuyên cấp tỉnh đầu tiên tại miền Bắc Việt Nam. Trong thời kỳ đầu, Trường chỉ có 2 lớp chuyên Toán và chuyên Văn được tuyển chọn từ học sinh 2 trường cấp III Đô Lương và Thanh Chương.
Niên học đầu tiên 1974 - 1975, có hơn 100 học sinh với gần 40 giáo viên và cán bộ công nhân viên chức do ông Đinh Văn Thông làm hiệu trưởng. Khóa đầu tiên tốt nghiệp có 51 học sinh, trong đó 27 học sinh vào đại học trong nước và 23 học sinh đi du học ở nhiều nước... Sau đó, Trường chuyển trụ sở về 48 Lê Hồng Phong - Thành phố Vinh. Và có thêm các lớp chuyên Lý, Hóa, Tin, Sinh, Sử, Địa, Tiếng Anh, Tiếng Pháp, Tiếng Nga, Lĩnh vực Khoa học tự nhiên và Lĩnh vực Ngoại ngữ.

### Các địa điểm trường đã từng đóng

#### Trước ngày thành lập trường
- Tại Hưng Nguyên:

Lớp chuyên toán khoá 1 đóng tại Hưng Tây.
- Tại Đô Lương:

Lớp chuyên toán khoá 2 đóng tại Tân Sơn.
Lớp chuyên toán khoá 3 đóng tại Lam Sơn.
Lớp chuyên văn khoá 1 đóng tại Tân Sơn.
- Tại Nghi Lộc:

Lớp chuyên văn khoá 2 đóng tại Nghi Trung, thuộc Trường Cấp III Nghi Lộc 1, Khóa học 1970-1971 do Thầy Nguyễn Huy Tý chủ nhiệm. Lúc này cuộc chiến tranh phá hoại Miền Bắc của Đế quốc Mỹ ngày càng ác liệt, Để đảm bảo an toàn, lớp được chuyển về học tại Trường cấp III Thanh chương I (Thanh Lĩnh, Thanh Chương, Nghệ An). Khóa học 1971-1972, 1972-1973 do thầy Phan Huy Huyền chú nhiệm.

#### Sau khi thành lập trường
- Tại xã Diễn Thành - Diễn Châu:

Lần thứ nhất (1974 - 1976)
Lần thứ hai (1976 - 1977)
- Tại thành phố Vinh:

Xã Hưng Lộc - lần thứ ba (1977 - 1980)
Phường Hưng Bình - lần thứ tư (1981 - nay)

## Đội ngũ giảng dạy
- Đội ngũ giáo viên của trường có 48 thạc sĩ, 2 tiến sĩ và một số đang tiếp tục hoàn thiện những bậc học cao hơn.

## Thành tích
- Huân chương Lao động hạng Nhất (2005)
- Huân chương Lao động hạng Nhì
- Huân chương Lao động hạng Ba
- Đơn vị anh hùng thời kỳ đổi mới (2013)
- Huân chương Độc lập hạng Nhì (2024)

## Các đời hiệu trưởng
| Thời gian                                                      | Hiệu trưởng       | Ghi chú                                               |
| -------------------------------------------------------------- | ----------------- | ----------------------------------------------------- |
| 1974 - 1996                                                    | Đinh Văn Thông    | Bí thư chi bộ 1974 - 1975                             |
| 1996 - 2002                                                    | Nguyễn Hữu Đắc    | Hiệu phó 1991 - 1996, Bí thư chi bộ 1996 - 2002       |
| 2002 - 2004                                                    | Đinh Thị Lệ Thanh | Nguyên Ủy viên chuyên trách bậc 2 Ban Chỉ đạo Tây Bắc |
| 2004 - 2015                                                    | Đậu Văn Mùi       | Bí thư chi bộ                                         |
| 2015 - 2023                                                    | Ngô Sỹ Thuỷ       | Bí thư chi bộ                                         |
| 2023 - nay                                                     | Cao Thị Lan Thanh | Bí thư chi bộ                                         |
| Thông tin được lấy chính thức từ Phòng truyền thống nhà trường |                   |                                                       |